# Prosimulium herero
Prosimulium herero är en tvåvingeart som först beskrevs av Günther Enderlein 1935.  Prosimulium herero ingår i släktet Prosimulium och familjen knott.
Artens utbredningsområde är Namibia. Inga underarter finns listade i Catalogue of Life.